# Annette Humpe
Annette Humpe (Hagen, 28 oktober 1950) is een Duitse popzangeres en muziekproducente. Humpes band Ideal behoorde tot de stijlvormende vertegenwoordigers van de Neue Deutsche Welle. Van 2004 tot 2010 werkte ze na een langere onderbreking met het project Ich + Ich ook weer als zangeres.

## Biografie
Humpe bracht haar kindertijd door in Herdecke en Bad Pyrmont, waar ze in 1971 eindexamen deed aan het Humboldt-Gymnasium. Nadat ze aan de muziekhogeschool in Keulen zes semesters compositie en piano had gestudeerd, verhuisde ze in 1974 naar Berlijn en deed ze haar eerste ervaringen op in bands. Haar jongere zus Inga Humpe is ook muzikante (2raumwohnung). Anette Humpe heeft een in 1992 geboren zoon. Ze steunt de collectevereniging Aufstehen.
De eerste commerciële successen had ze vanaf 1979 samen met haar zus Inga in de formatie Neonbabies. Humpe formeerde daarna in 1980 in Berlijn samen met Ernst Ulrich Deuker en Frank Jürgen Krüger (genoemd 'EffJott') de band Ideal, die een deel van het repertoire van Neonbabies overnam, waaronder ook het latere succesnummer Blaue Augen. Met de band Ideal, waarin ze zong en keyboards speelde, lukte haar de landelijke doorbraak. Ideal was nauw bevriend met de band Trio, waarvoor Humpe meermaals achtergrondzangeres was (waaronder bij Da Da Da ich lieb dich nicht du liebst mich nicht aha aha aha en Herz ist Trumpf). Ook was ze achtergrondzangeres bij de avant-garde-band Foyer des Arts.
In 1983 werd Ideal ontbonden en trad Humpe voor de eerste keer in het voetlicht als producente. Voor de band DÖF schreef en produceerde ze het commercieel succesvolle nummer Codo. Het nummer werd gezongen door de Oostenrijkse cabaretiers Joesi Prokopetz en Manfred Tauchen en weer door haar zus Inga. In 1984 produceerde ze de band Palais Schaumburg (band). 
In 1985 formeerde ze met haar zus de formatie Humpe & Humpe, die ze ook zelf produceerde. Tot 1987 verschenen twee albums van de band. De single Careless Love plaatste zich in de Duitse singlehitlijst op nummer 24. Daarnaast produceerde Humpe verdere artiesten als Rio Reiser en Heiner Pudelko. In 1990 verscheen met Solo haar voor een langere periode laatste album, waarop ze te horen is met eigen composities. Daarnaast was Humpe tot circa 2004 uitsluitend werkzaam als componiste. Ze schreef en produceerde voor artiesten als Udo Lindenberg, Die Prinzen, Lucilectric, Michael von der Heide, Nena, Band ohne Namen en Etwas. In 1995 bracht ze onder de naam Bamby, opnieuw met medewerking van haar zus, het album Wall of Sugar uit. Van 1997 tot 2002 trok Humpe zich terug uit de muziekbusiness.
In 2004 formeerde ze met de zanger Adel Tawil de formatie Ich + Ich, waarvoor ze componeerde en die ze ook co-produceerde. Bij enkele nummers was ze ook te horen als zangeres. Op het podium wordt de muziek van Ich + Ich echter sinds 2007 zonder Humpe gepresenteerd. Tegenover Der Spiegel merkte ze op: Ik heb afscheid genomen van het podium, voordat iemand vraagt: 'Wat doet die oude vrouw op het podium?' Ich + Ich werd de tot dusver succesvolste productie van Annette Humpe. Zowel de beide tot dusver uitgebrachte albums Ich + Ich en Vom selben Stern als ook enkele singles plaatsten zich op de bovenste posities in de hitlijst. Het album Vom selben Stern plaatste zich op de nummer 1-positie van de albumlijst en bleef meer dan 50 weken in de top 15. In 2009 brachten Ich + Ich als voorsingle van hun album Gute Reise de song Pflaster uit, die zich onverwachts plaatste op de nummer 1-positie van de singlehitlijst. Eind augustus 2010 werd een creatieve onderbreking van het duo bekend gemaakt. Beiden mochten hun soloprojecten volgen.
Daarna produceerde Annette Humpe een album voor Max Raabe (januari 2011), met wie ze samen ook de songs schreef. In 2012 schreef ze voor de band Ich Kann Fliegen, die tijdens het Bundesvision Song Contest 2012 uitkwam voor Nedersaksen, het nummer Mich kann nur Liebe retten.
- Gemeinsame Normdatei: 134412869
- International Standard Name Identifier: 0000 0000 5593 6616
- Library of Congress Control Number: nb2014026818
- MusicBrainz: 9d704303-724b-4445-8f1b-316aeafc024c
- Nederlandse Thesaurus van Auteursnamen: 363600558
- Réseau des bibliothèques de Suisse occidentale: 02-A003390326
- Virtual International Authority File: 79612248
- WorldCat: E39PBJgXfdFBjjhh4RFCGwtqcP